# Эон (божество)

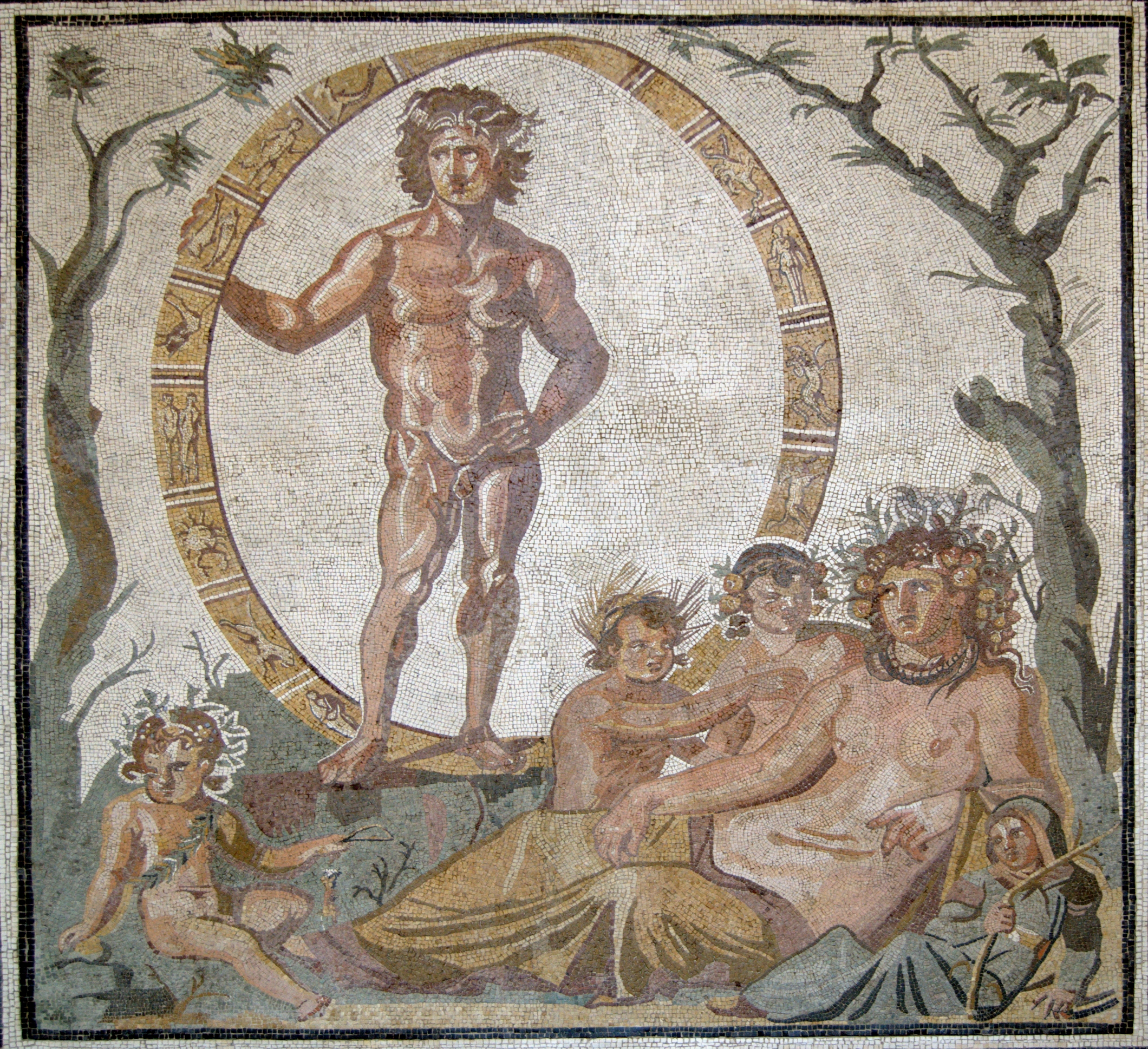
Эон в зодиакальном круге и Теллус (Гея) в окружении персонификаций четырёх времен года, греко-римская мозаика, III век н. э., Глиптотека (Мюнхен) (W504)

Эон (Айон, др.-греч. Αἰών «время жизни», «поколение») — в древнегреческой мифологии и теокосмогонии божество, персонификация всей длительности времени (иногда переводится как «вечность»). Предположительно, связан с иранскими представлениями о Зурване. В римской мифологии Эону соответствует Этернитас.
Эон упоминается в орфическом гимне к Мусею (ст.28). Согласно спорному фрагменту Эпименида, это имя одного из Диоскуров, причем второй Диоскур — женщина Фюсис. Отождествляется с половым членом Кроноса. Образ встречается у Гераклита (фр.93 Маркович), который называет его «играющим ребёнком на престоле». Неоднократно упоминается у Нонна.
В эпоху Римской империи складывается иконография Эона: это мощный старец с головой льва, вокруг его тела обвивается змея.
В гностицизме эоны — одно из важных понятий. В христианской эсхатологической концепции эон соответствует понятию олама.